# جون إي. ستيل
جون إي. ستيل (بالإنجليزية: John E. Steele)‏ هو قاضي ومحامي أمريكي، ولد في 3 يونيو 1949 في ديترويت في الولايات المتحدة.